# Ranunculus llaveanus
Ranunculus llaveanus är en ranunkelväxtart som beskrevs av Schlecht.. Ranunculus llaveanus ingår i släktet ranunkler, och familjen ranunkelväxter. Inga underarter finns listade i Catalogue of Life.